# Małgorzata Rozumecka
Małgorzata Rozumecka (ur. 2 stycznia 1976) – polska studentka resocjalizacji, która 18 czerwca 1997 zamordowała dwóch dilerów Ery (Piotra Aniołkiewicza i Pawła Sulikowskiego). Została skazana na dożywotnie pozbawienie wolności.

## Zabójstwo dilerów Ery
Małgorzata Rozumecka zwabiła swoje ofiary do lasu w Komorowie pod pretekstem kupna 32 telefonów komórkowych. Miał ich używać fikcyjny dyskusyjny klub filmowy Bogusława Lindy. Na leśnej polanie dilerów zastrzelono. Dzień wcześniej wykopano tam dół, to właśnie nad nim padły strzały. Aniołkiewicza, który przeżył pierwsze trafienie, dobito uderzeniem łopatą. Telefony Rozumecka sprzedała na warszawskim targowisku pod Pałacem Kultury i Nauki. Przypadkowymi świadkami zbrodni byli ludzie z pobliskich ogródków działkowych. Ich zeznania pomogły ująć sprawców.
W zabójstwie uczestniczył według prokuratury także jej brat Paweł Rozumecki, który w chwili zbrodni miał 16 lat. Niedługo po zdarzeniu uciekł z Polski. Najpierw przebywał w Meksyku, później w Stanach Zjednoczonych. W maju 2006 został zatrzymany w Nowym Jorku za złamanie przepisów imigracyjnych. W sierpniu 2006 deportowano go do Polski. 15 lipca 2008 został skazany na 25 lat pozbawienia wolności. Jednak odwołał się od wyroku i po ponownym rozpatrzeniu sprawy, wyrok został zamieniony na okres 15 lat. Na miejscu zbrodni obecny był także Michał Tomczak, skazany na 12 lat za rozbój. 
Rozumecka trafiła do zakładu psychiatrycznego w Tworkach, skąd próbowała uciec. Została złapana wraz z pomagającym jej w ucieczce ojcem przez patrol policji, kiedy z fałszywym paszportem, meksykańską wizą i biletem lotniczym biegli do auta czekającego pod szpitalem. 
W sierpniu 1999 została skazana na dożywotnie pozbawienie wolności. Karę utrzymał Sąd Apelacyjny. „To ona była organizatorem, to ona wszystko zaplanowała, to ona wydawała polecenia, to ona była przywódczynią” – mówił sędzia Jan Krośnicki w ustnym uzasadnieniu wyroku. „To były dwa niepotrzebne zabójstwa młodych ludzi, których oskarżona znała”. Wyroku nie zmienił również Sąd Najwyższy. W kasacji obrońca Rozumeckiej, mec. Ryszard Berus, przekonywał, że jej zamiarem było jedynie postraszenie dilerów, by oddali telefony. Sędziowie uznali jednak, że kasacja jest „oczywiście bezzasadna”. Na podstawie wyroku Rozumecka mogła ubiegać się o przedterminowe warunkowe zwolnienie z zakładu karnego w 2022.
W 1999 w tej sprawie na karę 15 lat pozbawienia wolności skazany został również Krystian Majchrowski. W 2002 został prawomocnie uniewinniony. Za prawie 4 lata spędzone w więzieniu otrzymał 180 tys. zł odszkodowania od Skarbu Państwa.
O Rozumeckiej w swoich zeznaniach mówił świadek koronny, Jarosław Sokołowski, pseudonim Masa: „Ona była dziwna, kochała świat gangsterski, kręciła się przy nas. Kiedyś chciała mi dać kilkanaście tysięcy złotych za zabicie jakiegoś człowieka, który rzekomo czyhał na jej głowę. Oplułem ją i odszedłem. Tak skończyła się moja znajomość z tą Rozumecką. Potem zaprzyjaźniła się z Krzyśkiem i Parasolem”.

## Nawiązania w popkulturze
- Była bohaterką jednego z odcinków dokumentalnego serialu TVN Cela nr (1999)[9].
- Stała się pierwowzorem postaci Małgośki Sarneckiej w serialu TVN Odwróceni, a także Ewy Mroczek – bohaterki 15. odcinka serialu Pitbull[10].
- W 2017 ukazała się książka pt. „Dożywocie. Zbrodnia i kara Małgorzaty Rozumeckiej” będąca zapisem rozmów Moniki Sławeckiej z Rozumecką[11].